# HD 102956
HD 102956 eller Aniara är en orange jätte i Stora björnens stjärnbild. Stjärnan har visuell magnitud +7,85 och befinner sig på ett avstånd av ungefär 410 ljusår. Den namngavs 2019 till Aniara, efter Harry Martinsons rymdepos Aniara. Namngivningen av stjärnan och dess planet gjordes av IAU efter en omröstning i Sverige.

## Exoplanet
Planeten HD 102956 b eller Isagel upptäcktes 2010 med hjälp av Keck-observatoriet på Hawaii och radialhastighetsmetoden av ett amerikanskt forskarlag som leddes av astronomen John Johnson. Planeten beräknas ha ungefär samma massa som Jupiter och betecknas som en så kallad "het Jupiter". Det är den första planeten som upptäckts för denna stjärna och fortfarande 2019 har inga fler registrerats. HD 102956 är den mest massiva stjärnan som upptäckts med en het Jupiter. Exoplaneten är också endast en av få i omlopp innanför 0,8 ae för en stjärna som är tyngre än 1,5 solmassor. Namnet Isagel valdes i samma omröstning som stjärnans namn.
| Planet | Massa       | Halv storaxel (AE) | Siderisk omloppstid (d) | Excentricitet | Inklination | Radie |
| ------ | ----------- | ------------------ | ----------------------- | ------------- | ----------- | ----- |
| b      | 0,96±0,05MJ | 0,081 ± 0,002      | 6,495±0,00004 (0,02 år) | 0,048±0,027   | —           | —     |